# Староподастрамьево
Староподастрамьево — деревня в Зарайском районе Московской области, в составе муниципального образования сельское поселение Гололобовское (до 28 февраля 2005 года входила в состав Масловского сельского округа).

## География
Староподастрамьево расположено в северо-восточной части Зарайского района, в 16 км на восток от Зарайска. Через деревню протекает безымянный ручей, левый приток реки Пилис, высота центра деревни над уровнем моря — 170 м.

## Население
| 2002 | 2006 | 2010 |
| ---- | ---- | ---- |
| 7    | ↘6   | ↗10  |

## История
Староподастрамьево впервые в исторических документах упоминается в XVIII веке, как сельцо Старое — приход Астрамьевской Казанской церкви. В 1858 году числилось 20 дворов и 109 жителей, в 1906 году — 35 дворов и 257 жителей, с того же года за деревней закреплено современное название. В 1929 году был образован колхоз «Победа», в 1950 году включённый в колхоз «Новая жизнь» (Клин-Бельдинского сельсовета), а в 1960 году — в совхоз «Маслово». До 1939 года — центр Староподастрамьевского сельсовета.